# Ибрагимов, Тофиг Гусейн оглы
Тофиг Гусейн оглы Ибрагимов (азерб. Tofiq Hüseyn oğlu İbrahimov; род. 1 января 1954, Куткашен) — азербайджанский государственный деятель.

## Биография
Родился 1 января 1954 года в г. Габала. В 1975 году окончил Азербайджанский государственный университет. Окончил также юридический факультет университета Тефеккюр.
Глава исполнительной власти Габалинского района (26 марта 2004 — 4 марта 2010).
Глава исполнительной власти г. Ленкорань и Ленкоранского района (4 марта 2010 — 14 апреля 2012)
Глава исполнительной власти Агдашского района (14 апреля 2012 — 7 августа 2024).
Член партии «Новый Азербайджан».